# Oued Harbil
Oued Harbil (em árabe: وادي حربيل) é uma comuna localizada na província de Médéa, Argélia. De acordo com o censo de 2008, a população total da cidade era de 5 049 habitantes.